# Cellatica (vin)
Pour le vin, voir Cellatica.
Le Cellatica est un vin rouge italien sec de la région de Lombardie doté d'une appellation DOC depuis le 19 avril 1968. Seuls ont droit à la DOC les vins rouges récoltés à l'intérieur de l'aire de production définie par le décret.

## Aire de production
Les vignobles autorisés se situent au sud-est du lac d'Iseo en  province de Brescia dans les communes de Cellatica, Brescia, Rodengo-Saiano, Gussago et Collebeato.
Le vin rouge de Cellatica répond à un cahier des charges moins exigeant que le Cellatica superiore, essentiellement en relation avec le titre alcoolique.

## Caractéristiques organoleptiques
- couleur : rouge rubis brillant.
- odeur : vineux, typique
- saveur : sec, harmonieux, légèrement amer (amarognolo)

Le Cellatica se déguste à une température de 14 - 16 °C et se gardera 2 à 4 ans.

## Association de plats conseillée
- Stufato à la pavesane

## Production
Province, saison, volume en hectolitres :
- Brescia  (1990/91)  1095,0
- Brescia  (1991/92)  1164,0
- Brescia  (1992/93)  2135,0
- Brescia  (1993/94)  1242,0
- Brescia  (1994/95)  1135,78
- Brescia  (1995/96)  1020,88
- Brescia  (1996/97)  1155,14